# Lijst van herdenkingsmunten van € 2
Dit is een chronologische lijst op slagjaar met de tot nu toe uitgebrachte herdenkingsmunten van € 2.

## 2004
| Land         | Afbeelding                                                                                            | Thema                                                                                                 |
| ------------ | --- | --- |
| Griekenland  | | Olympische Spelen van 2004 in Athene                                                                  |
| Finland      | Voor het tonen van de nationale zijde van euromunten is toestemming nodig van de Finse nationale bank | Uitbreiding van de Europese Unie in 2004                                                              |
| Luxemburg    | | Afbeelding en monogram van Groothertog Groothertog Henri (eerste uit de 'Luxemburgse dynastie'-serie) |
| Italië       | | Vijfde decennium van het World Food Programme                                                         |
| San Marino   | | Bartolomeo Borghesi                                                                                   |
| Vaticaanstad | | 75ste verjaardag van de oprichting van de onafhankelijke staat                                        |

## 2005
| Land         | Afbeelding                                                                                            | Thema |
| ------------ | --- | --- |
| Luxemburg    | | 50ste verjaardag en 5e troonsjaar van Groothertog Henri en 100ste sterfjaar van groothertog Adolf (tweede uit de 'Luxemburgse dynastie'-serie) |
| Oostenrijk   | | 50ste verjaardag van het Oostenrijkse Staatsverdrag                                                                                            |
| België       | | Belgisch-Luxemburgse Economische Unie (BLEU)                                                                                                   |
| Spanje       | Er is geen toestemming voor de weergave van de nationale zijde van Spaanse euromunten                 | 400ste verjaardag van de uitgave van de eerste editie van Miguel de Cervantes' El ingenioso hidalgo Don Quixote de la Mancha                   |
| San Marino   | | Wereldjaar van de Natuurkunde |
| Finland      | Voor het tonen van de nationale zijde van euromunten is toestemming nodig van de Finse nationale bank | 60-jarig bestaan van de Verenigde Naties en 50-jarig lidmaatschap van Finland van de VN                                                        |
| Italië       | | 1-jarig jubileum van de Europese Grondwet |
| Vaticaanstad | | 20ste Wereldjongerendagen, gehouden 16-21 augustus 2005 in Keulen                                                                              |

## 2006
| Land         | Afbeelding                                                                                            | Thema                                                                                  |
| ------------ | --- | -------------------------------------------------------------------------------------- |
| Luxemburg    | | 25ste verjaardag van Erfgroothertog Willem (derde uit de 'Luxemburgse dynastie'-serie) |
| Duitsland    | | Holstentor in Lübeck, Sleeswijk-Holstein (eerste uit de 'Bundesländer'-serie)          |
| Italië       | | Olympische Winterspelen van 2006 in Turijn                                             |
| België       | | Renovatie van het Atomium in Brussel                                                   |
| Finland      | Voor het tonen van de nationale zijde van euromunten is toestemming nodig van de Finse nationale bank | 100ste verjaardag van de invoering van het algemeen kiesrecht                          |
| San Marino   | | 500ste sterfjaar van Christoffel Columbus                                              |
| Vaticaanstad | | 500-jarig bestaan van de Zwitserse Garde                                               |

## 2007
| Land          | Afbeelding                                                                                            | Thema |
| ------------- | --- | --- |
| Duitsland     | | Kasteel van Schwerin te Schwerin, Mecklenburg-Voor-Pommeren (tweede uit de 'Bundesländer'-serie)                 |
| Luxemburg     | | Groothertogelijk Paleis (vierde uit de 'Luxemburgse dynastie'-serie)                                             |
| Europese Unie | | 50ste verjaardag van het Verdrag van Rome (voor meer informatie, zie Herdenkingsmunten 50 jaar Verdrag van Rome) |
| Portugal      | | Voorzitterschap Europese Unie                                                                                    |
| Monaco        | | 25ste sterfdag van vorstin Grace Patricia Kelly                                                                  |
| San Marino    | | 200ste geboortedag van Giuseppe Garibaldi                                                                        |
| Vaticaanstad  | | 80ste verjaardag van paus Benedictus XVI                                                                         |
| Finland       | Voor het tonen van de nationale zijde van euromunten is toestemming nodig van de Finse nationale bank | 90 jaar onafhankelijkheid                                                                                        |

## 2008
| Land         | Afbeelding                                                                                            | Thema                                                                         |
| ------------ | --- | ----------------------------------------------------------------------------- |
| Duitsland    | | De St. Michaelis Kerk in Hamburg, Hamburg (derde uit de 'Bundesländer'-serie) |
| Luxemburg    | | Château de Berg (vijfde uit de 'Luxemburgse dynastie'-serie)                  |
| San Marino   | | Europees Jaar van de Interculturele Dialoog                                   |
| Slovenië     | De nationale zijde van euromunten valt onder copyright van de Bank van Slovenië                       | 500ste geboortedag van Primož Trubar                                          |
| België       | | 60ste verjaardag Verklaring Rechten van de Mens                               |
| Frankrijk    | | Voorzitterschap Europese Unie                                                 |
| Portugal     | | 60ste verjaardag Verklaring Rechten van de Mens                               |
| Vaticaanstad | | Jaar van Sint-Paulus                                                          |
| Finland      | Voor het tonen van de nationale zijde van euromunten is toestemming nodig van de Finse nationale bank | 60ste verjaardag Verklaring Rechten van de Mens                               |
| Italië       | | 60ste verjaardag Verklaring Rechten van de Mens                               |

## 2009
| Land          | Afbeelding                                                                                            | Thema |
| ------------- | --- | --- |
| Europese Unie | | 10 jaar EMU (voor meer informatie, zie herdenkingsmunten 10 jaar EMU)                                                           |
| Luxemburg     | | 90ste verjaardag van de troonsbestijging van Groothertogin Charlotte (zesde uit de 'Luxemburgse dynastie'-serie)                |
| Duitsland     | | De Ludwigskirche in Saarbrücken, Saarland (vierde uit de 'Bundesländer'-serie)                                                  |
| Portugal      | | 2e Lusofonische Spelen in Lissabon                                                                                              |
| San Marino    | | Europees Jaar van de Creativiteit en Innovatie                                                                                  |
| België        | | 200ste geboortedag van Louis Braille                                                                                            |
| Italië        | | 200ste geboortedag van Louis Braille                                                                                            |
| Finland       | Voor het tonen van de nationale zijde van euromunten is toestemming nodig van de Finse nationale bank | 200ste verjaardag van de eerste parlementszitting van Finland en de oprichting van de centrale regeringsinstellingen in Finland |
| Slowakije     | | 20ste verjaardag van 17 november 1989 (Dag van de strijd voor vrijheid en democratie)                                           |
| Vaticaanstad  | | Internationaal Jaar van de Astronomie                                                                                           |

## 2010
| Land         | Afbeelding                                                                                            | Thema                                                                           |
| ------------ | --- | ------------------------------------------------------------------------------- |
| Luxemburg    | | Wapen van Groothertog Henri (zevende uit de 'Luxemburgse dynastie'-serie)       |
| Duitsland    | | Roland van Bremen, Bremen (vijfde uit de 'Bundesländer'-serie)                  |
| Spanje       | Er is geen toestemming voor de weergave van de nationale zijde van Spaanse euromunten                 | Historisch centrum van Córdoba (eerste uit de serie UNESCO Wereld Erfgoedlijst) |
| Italië       | | 200ste geboortedag van Camillo Benso di Cavour                                  |
| Slovenië     | De nationale zijde van euromunten valt onder copyright van de Bank van Slovenië                       | 200-jarig bestaan van de Botanische Tuinen in Ljubljana                         |
| Frankrijk    | | 70ste verjaardag van het appèl van Generaal Charles de Gaulle op 18 juni 1940   |
| België       | | Voorzitterschap Europese Unie                                                   |
| Portugal     | | 100 jaar Republiek Portugal                                                     |
| San Marino   | | 500ste sterfdag van Sandro Botticelli                                           |
| Vaticaanstad | | Jaar van de Priester                                                            |
| Griekenland  | | 2.500ste verjaardag van de Slag bij Marathon                                    |
| Finland      | Voor het tonen van de nationale zijde van euromunten is toestemming nodig van de Finse nationale bank | 150ste verjaardag van de oprichting van de Munt van Finland                     |

## 2011
| Land         | Afbeelding                                                                                            | Thema |
| ------------ | --- | --- |
| Slowakije    | | 20-jarig bestaan van de Visegrádgroep |
| Nederland    | | 500 jaar het boek van Erasmus, de Lof der zotheid of Laus Stultitiae |
| Duitsland    | | De dom van Keulen, Noordrijn-Westfalen (zesde uit de 'Bundesländer'-serie) |
| Spanje       | Er is geen toestemming voor de weergave van de nationale zijde van Spaanse euromunten                 | Het Leeuwenhof van fort Alhambra, Granada (tweede uit de serie 'UNESCO Wereld Erfgoedlijst')                                                                                                  |
| Luxemburg    | | 50ste verjaardag van de benoeming, door Groothertogin Charlotte, van haar zoon [[Jean van Luxemburg (1957)\|Jan]] tot "lieutenant-représentant" (achtste uit de 'Luxemburgse dynastie'-serie) |
| Slovenië     | De nationale zijde van euromunten valt onder copyright van de Bank van Slovenië                       | 100ste geboortedag van Franc Rozman Stane |
| Italië       | | 150ste verjaardag van de Italiaanse eenwording |
| België       | | De 100ste verjaardag van de eerste vrouwendag in België |
| Griekenland  | | XIII Special Olympics Zomerspelen in Athene |
| San Marino   | | 500ste geboortedag van Giorgio Vasari |
| Frankrijk    | | 30 jaar Fête de la Musique |
| Monaco       | | Huwelijk van vorst Albert van Monaco met Charlene Wittstock |
| Portugal     | | Fernão Mendes Pinto |
| Malta        | Malta verbiedt het gebruiken van afbeeldingen van Maltese munten                                      | Eerste gekozen vertegenwoordiger in 1849 (eerste uit de 'Constitutionele Geschiedenis'-serie)                                                                                                 |
| Finland      | Voor het tonen van de nationale zijde van euromunten is toestemming nodig van de Finse nationale bank | 200-jarig bestaan van de Finse Nationale Bank |
| Vaticaanstad | | 26ste Wereldjongerendagen in Madrid |

## 2012
| Land          | Afbeelding                                                                                            | Thema |
| ------------- | --- | --- |
| Europese Unie | | 10 jaar Euro (voor meer informatie, zie herdenkingsmunten 10 jaar Euro)                                        |
| Luxemburg     | | 100ste sterfdag van Groothertog Willem IV (negende uit de 'Luxemburgse dynastie'-serie)                        |
| Duitsland     | | Slot Neuschwanstein in Hohenschwangau, Beieren (zevende uit de 'Bundesländer'-serie)                           |
| Spanje        | Er is geen toestemming voor de weergave van de nationale zijde van Spaanse euromunten                 | Kathedraal van Burgos (derde uit de serie 'UNESCO Wereld Erfgoedlijst')                                        |
| België        | | 75 jaar Koningin Elisabethwedstrijd                                                                            |
| San Marino    | | 10 jaar euro                                                                                                   |
| Portugal      | | Guimarães, culturele hoofdstad van Europa                                                                      |
| Frankrijk     | | 100ste geboortedag van L'Abbé Pierre                                                                           |
| Monaco        | | 500ste verjaardag van de stichting van Monaco's soevereiniteit, door oprichter Lucianus van Monaco             |
| Italië        | | 100ste sterfdag van Giovanni Pascoli                                                                           |
| Malta         | Malta verbiedt het gebruiken van afbeeldingen van Maltese munten                                      | Majority Representation in 1887 (tweede uit de 'Constitutionele Geschiedenis'-serie)                           |
| Finland       | Voor het tonen van de nationale zijde van euromunten is toestemming nodig van de Finse nationale bank | 150ste geboortedag van Helene Schjerfbeck                                                                      |
| Vaticaanstad  | | 7de Wereldgezinsdagen in Milaan                                                                                |
| Luxemburg     | | Huwelijk van erfgroothertog Willem met gravin Stéphanie de Lannoy (tiende uit de 'Luxemburgse dynastie'-serie) |

## 2013
| Land         | Afbeelding                                                                                            | Thema                                                                                          |
| ------------ | --- | ---------------------------------------------------------------------------------------------- |
| Duitsland    | | 50 jaar Frans-Duits vriendschapsverdrag (Élysée-verdrag)                                       |
| Frankrijk    | | 50 jaar Frans-Duits vriendschapsverdrag (Élysée-verdrag)                                       |
| Duitsland    | | De abdij van Maulbronn, Baden-Württemberg (achtste uit de 'Bundesländer'-serie)                |
| Spanje       | Er is geen toestemming voor de weergave van de nationale zijde van Spaanse euromunten                 | Klooster en plaats van het Escorial, Madrid (vierde uit de serie 'UNESCO Wereld Erfgoedlijst') |
| Slovenië     | De nationale zijde van euromunten valt onder copyright van de Bank van Slovenië                       | 800ste verjaardag van de ontdekking van de Grotten van Postojna                                |
| Nederland    | | Aankondiging van de troonswisseling op 28 januari 2013                                         |
| Italië       | | 200ste geboortedag van Giuseppe Verdi                                                          |
| Vaticaanstad | | Sede Vacante MMXIII                                                                            |
| Frankrijk    | | 150ste geboortedag van Baron Pierre de Coubertin                                               |
| Monaco       | | 20-jarig lidmaatschap van de VN                                                                |
| Portugal     | | 250 jaar Torre dos Clérigos in Porto                                                           |
| Malta        | Malta verbiedt het gebruiken van afbeeldingen van Maltese munten                                      | Zelfbestuur in 1921 (derde uit de 'Constitutionele Geschiedenis'-serie)                        |
| Slowakije    | | 1150ste verjaardag van de Byzantijnse missie van St. Cyrillus                                  |
| Italië       | | 700ste geboortedag van Giovanni Boccaccio                                                      |
| Finland      | Voor het tonen van de nationale zijde van euromunten is toestemming nodig van de Finse nationale bank | 150 jaar Rijksdag                                                                              |
| San Marino   | | 500ste sterfdag van Bernardino Pinturicchio                                                    |
| België       | | 100 jaar Koninklijk Meteorologisch Instituut van België                                        |
| Griekenland  | | 2400ste verjaardag van de oprichting van Plato's Akademeia (Academie van Athene)               |
| Griekenland  | | Kreta 100 jaar bij Griekenland (Vrede van Londen)                                              |
| Vaticaanstad | | 28ste Wereldjongerendagen in Rio de Janeiro                                                    |
| Luxemburg    | | Nationaal Volkslied (elfde uit de 'Luxemburgse dynastie'-serie)                                |
| Finland      | Voor het tonen van de nationale zijde van euromunten is toestemming nodig van de Finse nationale bank | 125ste geboortedag van Nobelprijswinnaar Frans Eemil Sillanpää                                 |
| Nederland    | | 200 jaar Koninkrijk der Nederlanden                                                            |

## 2014
| Land         | Afbeelding                                                                                            | Thema |
| ------------ | --- | --- |
| Luxemburg    | | 175ste verjaardag van de onafhankelijkheid van Luxemburg (Verdrag van Londen (1839)) (twaalfde uit de 'Luxemburgse dynastie'-serie) |
| Duitsland    | | De Michaeliskirche in Hildesheim, Nedersaksen (negende uit de 'Bundesländer'-serie)                                                 |
| Spanje       | Er is geen toestemming voor de weergave van de nationale zijde van Spaanse euromunten                 | Werken van Gaudí - Park Güell in Barcelona (vijfde uit de serie 'UNESCO Wereld Erfgoedlijst')                                       |
| Italië       | | 200-jarig bestaan van de Carabinieri                                                                                                |
| Slowakije    | | 10e verjaardag van de toetreding tot de EU                                                                                          |
| Portugal     | | 40ste verjaardag van de Anjerrevolutie                                                                                              |
| België       | | 100ste verjaardag van de uitbraak van de Eerste Wereldoorlog                                                                        |
| Nederland    | | Koningsdubbelportret |
| Malta        | Malta verbiedt het gebruiken van afbeeldingen van Maltese munten                                      | Onafhankelijkheid van Groot-Brittannië op 21 september 1964 (vierde uit de 'Constitutionele Geschiedenis'-serie)                    |
| Frankrijk    | | 70ste verjaardag van D-Day |
| Finland      | Voor het tonen van de nationale zijde van euromunten is toestemming nodig van de Finse nationale bank | 100ste geboortedag van Tove Jansson                                                                                                 |
| Italië       | | 450ste geboortedag van Galileo Galilei                                                                                              |
| San Marino   | | 500ste sterfdag van Donato Bramante                                                                                                 |
| Malta        | Malta verbiedt het gebruiken van afbeeldingen van Maltese munten                                      | 200-jarig bestaan van de Maltese politie                                                                                            |
| Letland      | | Riga, culturele hoofdstad van Europa 2014                                                                                           |
| België       | | 150-jarig bestaan van het Belgische Rode Kruis                                                                                      |
| Griekenland  | | 400ste sterfdag van Domínikos Theotokópoulos (El Greco)                                                                             |
| Griekenland  | | 150ste verjaardag van de vereniging van de Ionische Eilanden met Griekenland                                                        |
| San Marino   | | 90ste sterfdag van Giacomo Puccini                                                                                                  |
| Vaticaanstad | | 25ste verjaardag van de val van de Berlijnse Muur                                                                                   |
| Portugal     | | Internationaal jaar van de gezinslandbouw                                                                                           |
| Luxemburg    | | 50ste verjaardag van de troonsbestijging van Groothertog Jan (dertiende uit de 'Luxemburgse dynastie'-serie)                        |
| Finland      | Voor het tonen van de nationale zijde van euromunten is toestemming nodig van de Finse nationale bank | 100ste geboortedag van Ilmari Tapiovaara                                                                                            |
| Slovenië     | De nationale zijde van euromunten valt onder copyright van de Bank van Slovenië                       | 600ste verjaardag van de kroning van Barbara van Celje                                                                              |
| Frankrijk    | | Wereldaidsdag 2014 |
| Spanje       | Er is geen toestemming voor de weergave van de nationale zijde van Spaanse euromunten                 | Dubbelportret Juan Carlos I en Felipe VI ter gelegenheid van de troonswisseling op 19 juni 2014                                     |
| Andorra      | | 20-jarig lidmaatschap van de Raad van Europa                                                                                        |

## 2015
| Land          | Afbeelding                                                                                            | Thema |
| ------------- | --- | --- |
| Duitsland     | | De Paulskirche in Frankfurt am Main, Hessen (tiende uit de 'Bundesländer'-serie)                                                                         |
| Duitsland     | | 25 jaar Duitse eenheid |
| Frankrijk     | | 70 jaar vrede in Europa |
| Spanje        | Er is geen toestemming voor de weergave van de nationale zijde van Spaanse euromunten                 | Grot van Altamira en de paleolithische grotkunst van Noord-Spanje (zesde uit de serie 'UNESCO Wereld Erfgoedlijst')                                      |
| Letland       | | Voorzitterschap Europese Unie |
| Finland       | Voor het tonen van de nationale zijde van euromunten is toestemming nodig van de Finse nationale bank | 150ste geboortedag van Jean Sibelius |
| San Marino    | | 750ste geboortedag van Dante Alighieri |
| Portugal      | | 150-jarig bestaan van het Portugese Rode Kruis |
| Italië        | | World Expo 2015 in Milaan |
| Malta         | Malta verbiedt het gebruiken van afbeeldingen van Maltese munten                                      | 100ste verjaardag van de eerste vliegtuigvlucht vanaf Malta                                                                                              |
| Luxemburg     | | 15de verjaardag van de troonsbestijging van Groothertog Henri (veertiende uit de 'Luxemburgse dynastie'-serie)                                           |
| Malta         | Malta verbiedt het gebruiken van afbeeldingen van Maltese munten                                      | Proclamatie parlementarische Republiek met invoering nieuwe grondwet op 13 december 1974 (vijfde en laatste uit de 'Constitutionele Geschiedenis'-serie) |
| Italië        | | 750ste geboortedag van Dante Alighieri |
| Portugal      | | 500ste verjaardag van het eerste contact met Timor |
| Frankrijk     | | 225ste verjaardag van het feest van de Franse federatie                                                                                                  |
| Europese Unie | | 30 jaar Europese vlag (voor meer informatie, zie Herdenkingsmunten 30 jaar Europese vlag)                                                                |
| België        | | Europees Jaar voor ontwikkeling |
| San Marino    | | 25ste verjaardag van de hereniging van Oost- en West-Duitsland                                                                                           |
| Vaticaanstad  | | 8ste Wereldgezinsdagen in Philadelphia |
| Luxemburg     | | 125ste verjaardag van de dynastie Nassau-Weilburg (vijftiende uit de 'Luxemburgse dynastie'-serie)                                                       |
| Finland       | Voor het tonen van de nationale zijde van euromunten is toestemming nodig van de Finse nationale bank | 150ste geboortedag van Akseli Gallen-Kallela |
| Slowakije     | | 200ste geboortedag van Ľudovít Štúr |
| Slovenië      | De nationale zijde van euromunten valt onder copyright van de Bank van Slovenië                       | 2.000ste verjaardag van de voltooiing van de bouw van de stadsmuren van Emona in Ljubljana                                                               |
| Monaco        | | 800ste verjaardag van de bouw van het eerste kasteel op de rots                                                                                          |
| Letland       | | 30-jarig bestaan van de Letse ornithologische vereniging                                                                                                 |
| Litouwen      | | Litouwse taal |
| Griekenland   | | 75ste sterfdag van Spyros Louis |
| Andorra       | | 25ste verjaardag van de ondertekening van de douaneovereenkomst met de Europese Unie                                                                     |
| Andorra       | | 30ste verjaardag van de invoering van de meerderjarigheid en de toekenning van politieke rechten op 18 jaar                                              |

## 2016
| Land         | Afbeelding                                                                                            | Thema |
| ------------ | --- | --- |
| Oostenrijk   | | 200-jarig bestaan van de Oostenrijkse Nationale Bank                                                               |
| Estland      | | 100ste geboortedag van de schaker Paul Keres                                                                       |
| Ierland      | Dit land geeft geen toestemming voor het tonen van de nationale zijde van euromunten                  | 100ste verjaardag van de Paasopstand                                                                               |
| Duitsland    | | Zwinger van Dresden, Saksen (elfde uit de 'Bundesländer'-serie)                                                    |
| Spanje       | Er is geen toestemming voor de weergave van de nationale zijde van Spaanse euromunten                 | Oude stad Segovia en aquaduct (zevende uit de serie 'UNESCO Wereld Erfgoedlijst')                                  |
| Frankrijk    | | EK voetbal 2016 in Frankrijk                                                                                       |
| Slowakije    | | Eerste voorzitterschap Europese Unie van Slowakije                                                                 |
| België       | | Deelname van België aan de Olympische Zomerspelen van 2016 in Rio de Janeiro                                       |
| San Marino   | | 550ste sterfdag van Donatello                                                                                      |
| Finland      | Voor het tonen van de nationale zijde van euromunten is toestemming nodig van de Finse nationale bank | 90ste sterfdag van Eino Leino                                                                                      |
| Italië       | | 550ste sterfdag van Donatello                                                                                      |
| Portugal     | | Deelname van Portugal aan de Olympische Zomerspelen van 2016 in Rio de Janeiro                                     |
| Litouwen     | | Baltische cultuur                                                                                                  |
| Luxemburg    | | 50ste verjaardag van de opening van de Groothertogin Charlottebrug (zestiende uit de 'Luxemburgse dynastie'-serie) |
| Italië       | | 2200ste sterfdag van Titus Maccius Plautus                                                                         |
| België       | | 20-jarig bestaan van Child Focus                                                                                   |
| Monaco       | | 150ste verjaardag van de bouw van Monte Carlo door Karel III                                                       |
| Vaticaanstad | | 200-jarig bestaan van het korps der Vaticaanse Gendarmerie                                                         |
| Slovenië     | De nationale zijde van euromunten valt onder copyright van de Bank van Slovenië                       | 25 jaar onafhankelijkheid                                                                                          |
| Letland      | | Landbouw in Letland                                                                                                |
| Portugal     | | 50ste verjaardag van de opening van de 25 aprilbrug                                                                |
| Malta        | Malta verbiedt het gebruiken van afbeeldingen van Maltese munten                                      | Megalithische tempels van Ġgantija (eerste uit de 'Prehistorische Tempels'-serie)                                  |
| Frankrijk    | | 100ste geboortedag en 20ste sterfdag van François Mitterrand                                                       |
| San Marino   | | 400ste sterfdag van William Shakespeare                                                                            |
| Vaticaanstad | | Het Heilig Jaar Jubileum van Barmhartigheid                                                                        |
| Finland      | Voor het tonen van de nationale zijde van euromunten is toestemming nodig van de Finse nationale bank | 100ste geboortedag van Georg Henrik von Wright                                                                     |
| Letland      | | Midden-Lijfland (eerste uit de 'Historische en Culturele Regio's'-serie)                                           |
| Malta        | Malta verbiedt het gebruiken van afbeeldingen van Maltese munten                                      | Solidariteit door liefde (eerste uit de 'Door kinderen met solidariteit'-serie)                                    |
| Griekenland  | | 150ste verjaardag van het drama van Arkadi                                                                         |
| Griekenland  | | 120ste geboortedag van Dimitri Mitropoulos                                                                         |
| Andorra      | | 25-jarig bestaan van de Andorrese radio- en televisieomroep (RTVA)                                                 |
| Andorra      | | 150ste verjaardag van de nieuwe hervorming van 1866                                                                |

## 2017
| Land         | Afbeelding                                                                                            | Thema                                                                                          |
| ------------ | --- | ---------------------------------------------------------------------------------------------- |
| Slowakije    | | 550ste verjaardag van de opening van de Academia Istropolitana                                 |
| Luxemburg    | | 50-jarig bestaan van het vrijwilligersleger (zeventiende uit de 'Luxemburgse dynastie'-serie)  |
| Spanje       | Er is geen toestemming voor de weergave van de nationale zijde van Spaanse euromunten                 | De kerk van Santa María del Naranco (achtste uit de serie 'UNESCO Wereld Erfgoedlijst')        |
| Slovenië     | De nationale zijde van euromunten valt onder copyright van de Bank van Slovenië                       | 10de verjaardag van de invoering van de euro in Slovenië                                       |
| Duitsland    | | Porta Nigra in Trier, Rijnland-Palts (twaalfde uit de 'Bundesländer'-serie)                    |
| Frankrijk    | | 100ste sterfdag van Auguste Rodin                                                              |
| Italië       | | 400ste verjaardag van de voltooiing van de bouw van de basiliek van San Marco in Venetië       |
| San Marino   | | 750ste geboortedag van Giotto                                                                  |
| België       | | 200ste verjaardag van de oprichting van de Universiteit van Luik                               |
| Malta        | Malta verbiedt het gebruiken van afbeeldingen van Maltese munten                                      | Megalithische tempel van Ħaġar Qim (tweede uit de 'Prehistorische Tempels'-serie)              |
| Finland      | Voor het tonen van de nationale zijde van euromunten is toestemming nodig van de Finse nationale bank | 100 jaar onafhankelijkheid                                                                     |
| Vaticaanstad | | 1950ste verjaardag van het martelaarschap van Petrus en Paulus                                 |
| Italië       | | 2000ste sterfdag van Titus Livius                                                              |
| Estland      | | De weg naar onafhankelijkheid                                                                  |
| Griekenland  | | 60ste sterfdag van Níkos Kazantzákis                                                           |
| Portugal     | | 150-jarig bestaan van de Policia de Segurança Pública (PSP)                                    |
| Litouwen     | | Vilnius, hoofdstad van cultuur en kunst                                                        |
| San Marino   | | Internationaal Jaar van Duurzaam Toerisme voor Ontwikkeling                                    |
| Frankrijk    | | 25ste verjaardag van de Pink Ribbon - De strijd tegen borstkanker                              |
| België       | | 200ste verjaardag van de oprichting van de Universiteit van Gent                               |
| Vaticaanstad | | 100ste verjaardag van de verschijningen bij Fátima                                             |
| Griekenland  | | Archeologische site van Philippi                                                               |
| Finland      | Voor het tonen van de nationale zijde van euromunten is toestemming nodig van de Finse nationale bank | Finse natuur                                                                                   |
| Luxemburg    | | 200ste geboortedag van Groothertog Willem III (achttiende uit de 'Luxemburgse dynastie'-serie) |
| Cyprus       | | Paphos, culturele hoofdstad van Europa                                                         |
| Monaco       | | 200-jarig bestaan van de Compagnie des Carabiniers du Prince                                   |
| Malta        | Malta verbiedt het gebruiken van afbeeldingen van Maltese munten                                      | Vrede (tweede uit de 'Door kinderen met solidariteit'-serie)                                   |
| Letland      | | Koerland (tweede uit de 'Historische en Culturele Regio's'-serie)                              |
| Letland      | | Letgallen (derde uit de 'Historische en Culturele Regio's'-serie)                              |
| Portugal     | | 150ste geboortedag van Raul Brandão                                                            |
| Andorra      | | 100ste verjaardag van het volkslied van Andorra                                                |
| Andorra      | | Andorra - Het Pyrenese land                                                                    |

## 2018
| Land         | Afbeelding                                                                                            | Thema                                                                                                |
| ------------ | --- | --- |
| Oostenrijk   | | 100ste verjaardag van de Republiek Oostenrijk                                                        |
| Luxemburg    | | 150ste verjaardag van de invoering van de grondwet (negentiende uit de 'Luxemburgse dynastie'-serie) |
| Italië       | | 70ste verjaardag van de inwerkingtreding van de Italiaanse grondwet                                  |
| Slowakije    | | 25-jarig bestaan van de Slowaakse Republiek                                                          |
| Duitsland    | | 100ste geboortedag van Helmut Schmidt                                                                |
| Duitsland    | | Slot Charlottenburg, Berlijn (dertiende uit de 'Bundesländer'-serie)                                 |
| Estland      | | 100ste verjaardag van de oprichting van de onafhankelijke staat                                      |
| Litouwen     | | 100ste verjaardag van de oprichting van de onafhankelijke staat                                      |
| Letland      | | 100ste verjaardag van de oprichting van de onafhankelijke staat                                      |
| Spanje       | Er is geen toestemming voor de weergave van de nationale zijde van Spaanse euromunten                 | Santiago de Compostella (oude stad) (negende uit de serie 'UNESCO Wereld Erfgoedlijst')              |
| Spanje       | Er is geen toestemming voor de weergave van de nationale zijde van Spaanse euromunten                 | 50ste verjaardag van Koning Felipe VI                                                                |
| Frankrijk    | | Korenbloem („Bleuet de France”)                                                                      |
| Estland      | | 100ste verjaardag van de Republiek Estland                                                           |
| Italië       | | 60-jarig bestaan van het Ministerie van Volksgezondheid                                              |
| San Marino   | | 500ste geboortedag van Jacopo Tintoretto                                                             |
| Andorra      | | 25ste verjaardag van de Andorrese grondwet                                                           |
| Slovenië     | De nationale zijde van euromunten valt onder copyright van de Bank van Slovenië                       | Wereldbijendag                                                                                       |
| Portugal     | | 250-jarig bestaan van de Imprensa Nacional (INCM)                                                    |
| Finland      | Voor het tonen van de nationale zijde van euromunten is toestemming nodig van de Finse nationale bank | Nationaal park Koli                                                                                  |
| Vaticaanstad | | Europees Jaar van het Cultureel Erfgoed                                                              |
| België       | | 50ste verjaardag van de studentenrevolte in mei 1968                                                 |
| Malta        | Malta verbiedt het gebruiken van afbeeldingen van Maltese munten                                      | Megalithische tempels van Mnajdra (derde uit de 'Prehistorische Tempels'-serie)                      |
| Monaco       | | 250ste geboortedag van François Joseph Bosio                                                         |
| Litouwen     | | Zang- en dansfestival 2018                                                                           |
| Frankrijk    | | Simone Veil                                                                                          |
| Portugal     | | 250-jarig bestaan van de Botanische Tuin van Ajuda (Lissabon)                                        |
| Luxemburg    | | 175ste sterfdag van Groothertog Guillaume I (twintigste uit de 'Luxemburgse dynastie'-serie)         |
| België       | | 50ste verjaardag van de lancering van de ESRO 2B (Iris 2)                                            |
| San Marino   | | 420ste geboortedag van Gian Lorenzo Bernini                                                          |
| Letland      | | Semgallen (vierde uit de 'Historische en Culturele Regio's'-serie)                                   |
| Vaticaanstad | | 50ste sterfdag van Pater Pio                                                                         |
| Finland      | Voor het tonen van de nationale zijde van euromunten is toestemming nodig van de Finse nationale bank | Finse saunacultuur                                                                                   |
| Griekenland  | | 75ste sterfdag van Kostís Palamás                                                                    |
| Griekenland  | | 70ste verjaardag van de vereniging van de Dodekanesos met Griekenland                                |
| Malta        | Malta verbiedt het gebruiken van afbeeldingen van Maltese munten                                      | Cultureel erfgoed (derde uit de 'Door kinderen met solidariteit'-serie)                              |
| Andorra      | | 70ste verjaardag van de Universele Verklaring van de Rechten van de Mens                             |

## 2019
| Land         | Afbeelding                                                                                            | Thema |
| ------------ | --- | --- |
| Luxemburg    | | 100ste verjaardag van de troonsbestijging van Groothertogin Charlotte (eenentwintigste uit de 'Luxemburgse dynastie'-serie) |
| Ierland      | Dit land geeft geen toestemming voor het tonen van de nationale zijde van euromunten                  | 100ste verjaardag van de eerste zitting van de Dáil Éireann                                                                 |
| België       | | 450ste sterfdag van Pieter Bruegel de Oude                                                                                  |
| Italië       | | 500ste sterfdag van Leonardo da Vinci                                                                                       |
| Duitsland    | | 70ste verjaardag van de oprichting van de Bondsraad (veertiende uit de 'Bundesländer'-serie)                                |
| Spanje       | Er is geen toestemming voor de weergave van de nationale zijde van Spaanse euromunten                 | Oude stad Ávila met de Kerken buiten de Muren (tiende uit de serie 'UNESCO Wereld Erfgoedlijst')                            |
| Andorra      | | Finale van de wereldbeker alpineskiën in Andorra                                                                            |
| San Marino   | | 500ste sterfdag van Leonardo da Vinci                                                                                       |
| Slowakije    | | 100ste sterfdag van Milan Rastislav Štefánik                                                                                |
| Vaticaanstad | | 90ste verjaardag van de oprichting van de onafhankelijke staat                                                              |
| Portugal     | | 500ste verjaardag van de start van de eerste zeilreis rond de wereld door Magellaan                                         |
| België       | | 25ste verjaardag van de oprichting van het Europees Monetair Instituut (EMI)                                                |
| Malta        | Malta verbiedt het gebruiken van afbeeldingen van Maltese munten                                      | Megalithische tempels van Ta' Ħaġrat (vierde uit de 'Prehistorische Tempels'-serie)                                         |
| Estland      | | 150-jarig bestaan van het Estisch Zangfeest                                                                                 |
| Portugal     | | 600ste verjaardag van de ontdekking van Madeira en Porto Santo                                                              |
| Frankrijk    | | 60ste verjaardag van de eerste publicatie van Asterix                                                                       |
| Litouwen     | | Sutartinės - Litouwse volksliederen                                                                                         |
| Griekenland  | | 100ste geboortedag van Manolis Andronikos                                                                                   |
| Griekenland  | | 150ste sterfdag van Andréas Kálvos                                                                                          |
| San Marino   | | 550ste sterfdag van Filippo Lippi                                                                                           |
| Litouwen     | | Neder-Litouwen (eerste uit de 'Etnografische Regio's'-serie)                                                                |
| Monaco       | | 200ste verjaardag van de troonsbestijging van Honorius V                                                                    |
| Letland      | | Opkomende zon - Het wapen van Letland                                                                                       |
| Luxemburg    | | 100ste verjaardag van de invoering van het algemeen kiesrecht (tweeëntwintigste uit de 'Luxemburgse dynastie'-serie)        |
| Vaticaanstad | | 25ste verjaardag van de voltooiing van de restauratie van de Sixtijnse Kapel                                                |
| Duitsland    | | 30ste verjaardag van de val van de Berlijnse Muur                                                                           |
| Frankrijk    | | 30ste verjaardag van de val van de Berlijnse Muur                                                                           |
| Malta        | Malta verbiedt het gebruiken van afbeeldingen van Maltese munten                                      | Natuur en milieu (vierde uit de 'Door kinderen met solidariteit'-serie)                                                     |
| Andorra      | | 600ste verjaardag van de oprichting van de Consell de la Terra                                                              |
| Finland      | Voor het tonen van de nationale zijde van euromunten is toestemming nodig van de Finse nationale bank | 100ste verjaardag van de invoering van de grondwet                                                                          |
| Estland      | | 100ste verjaardag van de oprichting van de Eststalige Universiteit van Tartu                                                |
| Slovenië     | De nationale zijde van euromunten valt onder copyright van de Bank van Slovenië                       | 100ste verjaardag van de oprichting van de Universiteit van Ljubljana                                                       |

## 2020
| Land         | Afbeelding                                                                                            | Thema |
| ------------ | --- | --- |
| Italië       | | 80ste verjaardag van de oprichting van het nationale brandweerkorps (Corpo Nazionale dei Vigili del Fuoco)      |
| Estland      | | 200ste verjaardag van de ontdekking van Antarctica                                                              |
| Duitsland    | | Sanssouci in Potsdam, Brandenburg (vijftiende uit de 'Bundesländer'-serie)                                      |
| Frankrijk    | | Charles de Gaulle 130ste geboortedag, 50ste sterfdag en 80ste verjaardag van het appèl op 18 juni 1940          |
| Spanje       | Er is geen toestemming voor de weergave van de nationale zijde van Spaanse euromunten                 | Mudéjararchitectuur van Aragón (elfde uit de serie 'UNESCO Wereld Erfgoedlijst')                                |
| Estland      | | 100ste verjaardag van de ondertekening van het Vredesverdag van Tartu                                           |
| Luxemburg    | | 200ste geboortedag van Prins Hendrik van Oranje-Nassau (drieënentwintigste uit de 'Luxemburgse dynastie'-serie) |
| België       | | Internationaal Jaar van de Plantengezondheid                                                                    |
| San Marino   | | 500ste sterfdag van Rafaël                                                                                      |
| Letland      | | Letgaals keramiek                                                                                               |
| Italië       | | 150ste geboortedag van Maria Montessori                                                                         |
| Vaticaanstad | | 100ste geboortedag van Paus Johannes Paulus II                                                                  |
| Griekenland  | | 2500ste verjaardag van de Slag bij Thermopylae                                                                  |
| Griekenland  | | 100ste verjaardag van de vereniging van Thracië met Griekenland                                                 |
| Malta        | Malta verbiedt het gebruiken van afbeeldingen van Maltese munten                                      | Megalithische tempels van Ta' Skorba (vijfde uit de 'Prehistorische Tempels'-serie)                             |
| Finland      | Voor het tonen van de nationale zijde van euromunten is toestemming nodig van de Finse nationale bank | 100ste verjaardag van de oprichting van de Universiteit van Turku                                               |
| San Marino   | | 250ste sterfdag van Giambattista Tiepolo                                                                        |
| Portugal     | | 730ste verjaardag van de oprichting van de Universiteit van Coimbra                                             |
| Litouwen     | | Opper-Litouwen (tweede uit de 'Etnografische Regio's'-serie)                                                    |
| Frankrijk    | | Medisch onderzoek                                                                                               |
| Portugal     | | 75-jarig bestaan van de Verenigde Naties                                                                        |
| Duitsland    | | 50ste verjaardag van Willy Brandt's knieval van Warschau                                                        |
| België       | | Jan van Eyck jaar 2020                                                                                          |
| Vaticaanstad | | 500ste sterfdag van Rafaël                                                                                      |
| Monaco       | | 300ste geboortedag van Honorius III                                                                             |
| Litouwen     | | Heuvel der Kruisen                                                                                              |
| Slowakije    | | 20ste verjaardag van de toetreding tot de OESO                                                                  |
| Finland      | Voor het tonen van de nationale zijde van euromunten is toestemming nodig van de Finse nationale bank | 100ste geboortedag van Väinö Linna                                                                              |
| Andorra      | | XXVII Ibero-Amerikaanse topconferentie in Andorra                                                               |
| Andorra      | | 50ste verjaardag van de invoering van het algemeen vrouwenkiesrecht                                             |
| Malta        | Malta verbiedt het gebruiken van afbeeldingen van Maltese munten                                      | Spelen (vijfde en laatste uit de 'Door kinderen met solidariteit'-serie)                                        |
| Cyprus       | | 30ste verjaardag van de oprichting van het Instituut voor Neurologie en Genetica (CING)                         |
| Slovenië     | De nationale zijde van euromunten valt onder copyright van de Bank van Slovenië                       | 500ste geboortedag van Adam Bohorič                                                                             |
| Luxemburg    | | Geboorte van Prins Karel (vierenentwintigste uit de 'Luxemburgse dynastie'-serie)                               |

## 2021
| Land         | Afbeelding                                                                                            | Thema |
| ------------ | --- | --- |
| Portugal     | | Voorzitterschap Europese Unie |
| Letland      | | 100ste verjaardag van de internationale de-jure-erkenning van de Republiek Letland                                                           |
| Italië       | | 150ste verjaardag van de verklaring van Rome tot hoofdstad van Italië                                                                        |
| Duitsland    | | De dom van Maagdenburg, Saksen-Anhalt (zestiende uit de 'Bundesländer'-serie)                                                                |
| San Marino   | | 450ste geboortedag van Caravaggio |
| Spanje       | Er is geen toestemming voor de weergave van de nationale zijde van Spaanse euromunten                 | Historische stad Toledo (twaalfde uit de serie 'UNESCO Wereld Erfgoedlijst')                                                                 |
| Frankrijk    | | 75-jarig bestaan van de UNICEF |
| Finland      | Voor het tonen van de nationale zijde van euromunten is toestemming nodig van de Finse nationale bank | Journalistiek en open communicatie ter ondersteuning van de Finse democratie                                                                 |
| Luxemburg    | | 100ste geboortedag van Groothertog Jan (vijfentwintigste uit de 'Luxemburgse dynastie'-serie)                                                |
| Luxemburg    | | 40-jarig huwelijksjubileum van Groothertog Henri en Groothertogin-gemalin María Teresa (zesentwintigste uit de 'Luxemburgse dynastie'-serie) |
| Griekenland  | | 200ste verjaardag van de Griekse Onafhankelijkheidsoorlog                                                                                    |
| Portugal     | | Deelname van Portugal aan de Olympische Zomerspelen van Tokio 2020                                                                           |
| Litouwen     | | UNESCO's Mens- en Biosfeerprogramma - biosfeerreservaat Žuvintas                                                                             |
| Estland      | | Fins-Oegrische volkeren |
| Italië       | | Gezondheidswerkers |
| Vaticaanstad | | 450ste geboortedag van Caravaggio |
| België       | | 100ste verjaardag van de oprichting van de Belgisch-Luxemburgse Economische Unie (BLEU)                                                      |
| Malta        | Malta verbiedt het gebruiken van afbeeldingen van Maltese munten                                      | Helden van de pandemie |
| Finland      | Voor het tonen van de nationale zijde van euromunten is toestemming nodig van de Finse nationale bank | 100ste verjaardag van zelfbestuur van de regio Åland                                                                                         |
| San Marino   | | 550ste geboortedag van Albrecht Dürer |
| Litouwen     | | Dzūkija (derde uit de 'Etnografische Regio's'-serie)                                                                                         |
| Frankrijk    | | Marianne en het hardlopen - Eiffeltoren (eerste uit de 'Countdown naar de Olympische Zomerspelen van 2024 in Parijs'-serie)                  |
| Monaco       | | 10-jarig huwelijksjubileum van vorst Albert en vorstin Charlene van Monaco                                                                   |
| Estland      | | De wolf, het nationale dier van Estland |
| Slovenië     | De nationale zijde van euromunten valt onder copyright van de Bank van Slovenië                       | 200ste verjaardag van de oprichting van het Regionaal Museum voor Kranjska, het eerste museum in Slovenië                                    |
| Vaticaanstad | | 700ste sterfdag van Dante Alighieri |
| Malta        | Malta verbiedt het gebruiken van afbeeldingen van Maltese munten                                      | Megalithische tempels van Tarxien (zesde uit de 'Prehistorische Tempels'-serie)                                                              |
| België       | | 500ste verjaardag van de bekendmaking van het decreet tot uitgifte van een tweede serie munten tijdens het bewind van Keizer Karel V         |
| Slowakije    | | 100ste geboortedag van Alexander Dubček |
| Andorra      | | 100ste verjaardag van de kroning van Onze-Lieve-Vrouw van Meritxell                                                                          |
| Andorra      | | Zorg dragen voor onze senioren |

## 2022
| Land          | Afbeelding                                                                                            | Thema |
| ------------- | --- | --- |
| Duitsland     | | Wartburg in Eisenach, Thüringen (zeventiende en laatste uit de 'Bundesländer'-serie)                                                       |
| Frankrijk     | | 20ste verjaardag van de omschakeling naar de euro en 90ste geboortedag van Jacques Chirac                                                  |
| Finland       | Voor het tonen van de nationale zijde van euromunten is toestemming nodig van de Finse nationale bank | 100ste verjaardag van de oprichting van het Finse Nationale Ballet                                                                         |
| Slovenië      | De nationale zijde van euromunten valt onder copyright van de Bank van Slovenië                       | 150ste geboortedag van Jože Plečnik |
| Estland       | | 150ste verjaardag van de oprichting van het Estse literaire genootschap                                                                    |
| Spanje        | Er is geen toestemming voor de weergave van de nationale zijde van Spaanse euromunten                 | Nationaal park Garajonay (dertiende uit de serie 'UNESCO Wereld Erfgoedlijst')                                                             |
| Spanje        | Er is geen toestemming voor de weergave van de nationale zijde van Spaanse euromunten                 | 500ste verjaardag van de voltooiing van de eerste zeilreis rond de wereld                                                                  |
| Portugal      | | 100ste verjaardag van de eerste oversteek van de zuidelijke Atlantische Oceaan per vliegtuig                                               |
| Italië        | | 170ste verjaardag van de oprichting van de Nationale Politie (Polizia di Stato)                                                            |
| Letland       | | Financiële geletterdheid, ter gelegenheid van de 100ste verjaardag van de oprichting van de Bank van Letland                               |
| Litouwen      | | 100 jaar basketbal in Litouwen |
| San Marino    | | 530ste sterfdag van Piero della Francesca                                                                                                  |
| België        | | Voor de zorg tijdens de COVID-pandemie |
| Italië        | | 30ste sterfdag van Giovanni Falcone en Paolo Borsellino                                                                                    |
| Luxemburg     | | 10-jarig huwelijksjubileum van Erfgroothertog Willem en Erfgroothertogin Stéphanie (zevenentwintigste uit de 'Luxemburgse dynastie'-serie) |
| Europese Unie | | 35-jarig bestaan van het ERASMUS-programma (voor meer informatie, zie Herdenkingsmunten 35-jarig bestaan ERASMUS-programma)                |
| Griekenland   | | 200ste verjaardag van de invoering van de eerste Griekse grondwet                                                                          |
| Luxemburg     | | 50 jaar Luxemburgse vlag (achtentwintigste uit de 'Luxemburgse dynastie'-serie)                                                            |
| Estland       | | Slava Ukraini |
| Vaticaanstad  | | 125ste geboortedag van Paus Paulus VI |
| Vaticaanstad  | | 25ste sterfdag van Moeder Teresa |
| Monaco        | | 100ste sterfdag van vorst Albert I van Monaco                                                                                              |
| Frankrijk     | | Genius en het discuswerpen - Arc de Triomphe (tweede uit de 'Countdown naar de Olympische Zomerspelen van 2024 in Parijs'-serie)           |
| Finland       | Voor het tonen van de nationale zijde van euromunten is toestemming nodig van de Finse nationale bank | 100ste verjaardag van de oprichting van het Finse Nationale Ballet                                                                         |
| San Marino    | | 200ste sterfdag van Antonio Canova |
| Slowakije     | | 300ste verjaardag van de bouw van de eerste atmosferische stoommachine in continentaal Europa                                              |
| Malta         | Malta verbiedt het gebruiken van afbeeldingen van Maltese munten                                      | Resolutie 1325 van de Veiligheidsraad van de Verenigde Naties over vrede en veiligheid voor vrouwen                                        |
| Malta         | Malta verbiedt het gebruiken van afbeeldingen van Maltese munten                                      | Ħal Saflieni Hypogeum (zevende en laatste uit de 'Prehistorische Tempels'-serie)                                                           |
| Litouwen      | | Sudovië (vierde uit de 'Etnografische Regio's'-serie)                                                                                      |
| Andorra       | | De legende van Karel de Grote |
| Andorra       | | 10de verjaardag van de inwerkingtreding van de monetaire overeenkomst tussen Andorra en de Europese Unie                                   |

## 2023
| Land         | Afbeelding                                                                                            | Thema |
| ------------ | --- | --- |
| Frankrijk    | | De zaaister en de pugilistiek – Pont Neuf (derde uit de 'Countdown naar de Olympische Zomerspelen van 2024 in Parijs'-serie) |
| Duitsland    | | De Elbphilharmonie in Hamburg, Hamburg (eerste uit de 'Bundesländer vervolgserie')                                           |
| Slowakije    | | 100ste verjaardag van de eerste bloedtransfusie in Slowakije                                                                 |
| Litouwen     | | Samen met Oekraïne |
| Italië       | | 100ste verjaardag van de oprichting van de Italiaanse luchtmacht                                                             |
| Finland      | Voor het tonen van de nationale zijde van euromunten is toestemming nodig van de Finse nationale bank | 100ste verjaardag van de invoering van de eerste natuurbeschermingswet                                                       |
| Spanje       | Er is geen toestemming voor de weergave van de nationale zijde van Spaanse euromunten                 | Oude stad Cáceres (veertiende uit de serie 'UNESCO Wereld Erfgoedlijst')                                                     |
| Duitsland    | | 1275ste geboortedag van Karel de Grote                                                                                       |
| Luxemburg    | | 175-jarig bestaan van het Luxemburgse parlement (negenentwintigste uit de 'Luxemburgse dynastie'-serie)                      |
| Luxemburg    | | 25ste verjaardag van de toetreding van Groothertog Henri als lid tot het IOC (dertigste uit de 'Luxemburgse dynastie'-serie) |
| San Marino   | | 500ste sterfdag van Pietro Perugino                                                                                          |
| Estland      | | De boerenzwaluw, de nationale vogel van Estland                                                                              |
| Italië       | | 150ste sterfdag van Alessandro Manzoni                                                                                       |
| Letland      | | Oekraïense zonnebloem |
| Monaco       | | 100ste geboortedag van vorst Reinier III van Monaco                                                                          |
| Vaticaanstad | | 500ste sterfdag van Pietro Perugino                                                                                          |
| België       | | Het “jaar van de Art Nouveau” in België                                                                                      |
| Ierland      | | 50-jarig lidmaatschap van de EU                                                                                              |
| Griekenland  | | 100ste geboortedag van Maria Callas                                                                                          |
| Spanje       | Er is geen toestemming voor de weergave van de nationale zijde van Spaanse euromunten                 | Voorzitterschap Europese Unie                                                                                                |
| Frankrijk    | | Wereldkampioenschap rugby 2023 in Frankrijk                                                                                  |
| Portugal     | | 37ste Wereldjongerendagen in Lissabon                                                                                        |
| Finland      | Voor het tonen van de nationale zijde van euromunten is toestemming nodig van de Finse nationale bank | Sociale en gezondheidsdiensten als waarborgen voor het algemeen welzijn                                                      |
| San Marino   | | 500ste sterfdag van Luca Signorelli                                                                                          |
| Griekenland  | | 150ste geboortedag van Constantin Carathéodory                                                                               |
| Malta        | Malta verbiedt het gebruiken van afbeeldingen van Maltese munten                                      | 550ste geboortedag van Nicolaas Copernicus                                                                                   |
| Malta        | Malta verbiedt het gebruiken van afbeeldingen van Maltese munten                                      | 225ste verjaardag van de aankomst van de Fransen op Malta                                                                    |
| Kroatië      | | De invoering van de euro als officiële munteenheid van Kroatië op 1 januari 2023                                             |
| Cyprus       | | 60ste verjaardag van de oprichting van de Centrale Bank van Cyprus                                                           |
| Slowakije    | | 200ste verjaardag van de start van de exprespostdienst Wenen-Bratislava per paardenkoets                                     |
| België       | | 75ste verjaardag van de invoering van het algemeen vrouwenkiesrecht                                                          |
| Vaticaanstad | | 150ste sterfdag van Alessandro Manzoni                                                                                       |
| Portugal     | | Een munt voor vrede |
| Andorra      | | 30ste verjaardag van de toetreding van Andorra tot de VN                                                                     |
| Andorra      | | Vuurfeesten van de zomerzonnewende in de Pyreneeën                                                                           |
| Slovenië     | De nationale zijde van euromunten valt onder copyright van de Bank van Slovenië                       | 150ste geboortedag van Josip Plemelj                                                                                         |

## 2024
| Land         | Afbeelding                                                                                            | Thema |
| ------------ | --- | --- |
| Frankrijk    | | Hercules en het worstelen - Notre-Dame (vierde en laatste uit de 'Countdown naar de Olympische Zomerspelen van 2024 in Parijs'-serie)   |
| België       | | Voorzitterschap Europese Unie |
| Luxemburg    | | 175ste sterfdag van Groothertog Willem II (eenendertigste uit de 'Luxemburgse dynastie'-serie)                                          |
| Luxemburg    | | 100ste verjaardag van de introductie van frankmunten met de afbeelding van een staalarbeider                                            |
| Duitsland    | | De Königsstuhl in het Nationaal Park Jasmund op het eiland Rügen, Mecklenburg-Voor-Pommeren (tweede uit de 'Bundesländer vervolgserie') |
| Spanje       | Er is geen toestemming voor de weergave van de nationale zijde van Spaanse euromunten                 | 200ste verjaardag van de oprichting van de Nationale Politie (Cuerpo Nacional de Policía)                                               |
| Spanje       | Er is geen toestemming voor de weergave van de nationale zijde van Spaanse euromunten                 | Kathedraal, Alcázar en het Archivo General de Indias in Sevilla (vijftiende uit de serie 'UNESCO Wereld Erfgoedlijst')                  |
| Italië       | | 250ste verjaardag van de oprichting van het korps Guardia di Finanza                                                                    |
| Finland      | Voor het tonen van de nationale zijde van euromunten is toestemming nodig van de Finse nationale bank | Verkiezingen als fundament van de democratie                                                                                            |
| Duitsland    | | 175-jarig jubileum van de Grondwet van de Pauluskerk                                                                                    |
| Italië       | | Rita Levi-Montalcini |
| Portugal     | | 50ste verjaardag van de revolutie van 25 april 1974                                                                                     |
| San Marino   | | 50ste verjaardag van de Verklaring van burgerrechten en de fundamentele beginselen van de San Marinese rechtsorde                       |
| België       | | De strijd tegen kanker in België |
| Estland      | | De korenbloem, de nationale bloem van Estland                                                                                           |
| Frankrijk    | | Olympische en Paralympische Spelen van 2024 in Parijs                                                                                   |
| Griekenland  | | 150ste geboortedag van Penelope Delta                                                                                                   |
| Monaco       | | 500ste verjaardag van de ondertekening van het verdrag van Burgos met keizer Karel V                                                    |
| Griekenland  | | 50ste verjaardag van het herstel van de democratie in Griekenland                                                                       |
| Kroatië      | | Varaždin |
| Vaticaanstad | | 750ste sterfdag van Thomas van Aquino                                                                                                   |
| Portugal     | | Deelname van Portugal aan de XXXIII Olympische Zomerspelen                                                                              |
| Malta        | Malta verbiedt het gebruiken van afbeeldingen van Maltese munten                                      | De Maltese honingbij (eerste uit de 'Inheemse Soorten'-serie)                                                                           |
| Malta        | Malta verbiedt het gebruiken van afbeeldingen van Maltese munten                                      | Ċittadella Gozo (eerste uit de 'Ommuurde Steden'-serie)                                                                                 |
| Finland      | Voor het tonen van de nationale zijde van euromunten is toestemming nodig van de Finse nationale bank | Gesellius, Lindgren & Saarinen - Finse architectuur                                                                                     |
| San Marino   | | 530ste sterfdag van Domenico Ghirlandaio                                                                                                |
| Slowakije    | | 100-jarig bestaan van de Internationale Vredesmarathon van Košice                                                                       |
| Litouwen     | | Litouwse traditie van stromobielen (Sodai)                                                                                              |
| Kroatië      | | 500ste sterfdag van Marko Marulić |
| Cyprus       | | 20ste verjaardag van de toetreding tot de EU                                                                                            |
| Letland      | | Himmeli (Puzuris) |
| Andorra      | | 100 jaar wedstrijdskiën in Andorra |
| Andorra      | | UCI wereldkampioenschappen mountainbike 2024 in Andorra                                                                                 |
| Slovenië     | De nationale zijde van euromunten valt onder copyright van de Bank van Slovenië                       | 250-jarig bestaan van de Nationale en Universiteitsbibliotheek in Ljubljana                                                             |
| Vaticaanstad | | 150ste geboortedag van Guglielmo Marconi                                                                                                |

## 2025
| Land       | Afbeelding                                                                                            | Thema |
| ---------- | --- | --- |
| Duitsland  | | De Saarschleife (de meander in de rivier de Saar bij Mettlach), Saarland (derde uit de 'Bundesländer vervolgserie')  |
| Slowakije  | | 100ste verjaardag van het eerste internationale sporttoernooi in Slowakije: Het Europees kampioenschap IJshockey     |
| België     | | Nationale Loterij van België                                                                                         |
| Estland    | | 500ste verjaardag van de eerste gedrukte tekst in de Estse taal                                                      |
| Spanje     | Er is geen toestemming voor de weergave van de nationale zijde van Spaanse euromunten                 | Oude stad Salamanca (zestiende uit de serie 'UNESCO Wereld Erfgoedlijst')                                            |
| Frankrijk  | | Het Louvre |
| Italië     | | Jubileum 2025 |
| Litouwen   | | Defensie |
| San Marino | | Heilig jaar 2025 - 'Pelgrims van de hoop'                                                                            |
| Luxemburg  | | 25ste verjaardag van de troonsbestijging van Groothertog Henri (tweeëndertigste uit de 'Luxemburgse dynastie'-serie) |
| Luxemburg  | | 75ste verjaardag van de Schumanverklaring                                                                            |
| Italië     | | Wereldtournee van het opleidingsschip Amerigo Vespucci 2023-2025                                                     |
| Finland    | Voor het tonen van de nationale zijde van euromunten is toestemming nodig van de Finse nationale bank | Staatsbezoeken van Finland - diplomatie en buitenlands beleid                                                        |
| Malta      | Malta verbiedt het gebruiken van afbeeldingen van Maltese munten                                      | De Maltese os (tweede uit de 'Inheemse Soorten'-serie)                                                               |
| Malta      | Malta verbiedt het gebruiken van afbeeldingen van Maltese munten                                      | Mdina (tweede uit de 'Ommuurde Steden'-serie)                                                                        |
| Monaco     | | De oude lenen van Monaco: Het graafschap Carladès                                                                    |
| Portugal   | | 16e World Scout Moot                                                                                                 |
| San Marino | | 550ste geboortedag van Michelangelo                                                                                  |
| Kroatië    | | 1100 jaar koninkrijk Kroatië en de kroning van koning Tomislav I                                                     |
| België     | | Racecircuit van Spa-Francorchamps                                                                                    |

Herdenkingsmunten van € 2  (lijst)

'04 · '05 · '06 · '07 · '08 · '09 · '10 · '11 · '12 · '13 · '14 · '15 · '16 · '17 · '18 · '19 · '20 · '21 · '22 · '23 · '24 · '25 · '26

Gemeenschappelijke uitgiftes: 50 jaar Verdrag van Rome (2007) · 
10 jaar EMU (2009) · 
10 jaar euro (2012) · 
30 jaar Europese vlag (2015) ·
35 jaar ERASMUS-programma (2022)

Series: Luxemburgse dynastie · 
Duitse 'Bundesländer' · 
Spaanse UNESCO-Werelderfgoedlijst · 
Maltese Constitutionele Geschiedenis · 
Maltese Door kinderen met solidariteit · 
Letse Historische en Culturele Regio's · 
Maltese Prehistorische Tempels ·
Litouwse Etnografische Regio's ·
Franse Countdown naar de Olympische Zomerspelen van 2024 in Parijs ·
Duitse Bundesländer II ·
Maltese Ommuurde Steden ·
Maltese Inheemse Soorten
Meerwaardeherdenkingsmunten

België · 
Cyprus · 
Duitsland · 
Finland · 
Frankrijk · 
Griekenland · 
Ierland · 
Italië · 
Luxemburg · 
Malta · 
Nederland · 
Oostenrijk · 
Portugal · 
Slovenië · 
Slowakije · 
Spanje —
Non-EU: Monaco · 
San Marino · 
Vaticaanstad